# Santa Bárbara Sistemas 155/52
Die Santa Bárbara Sistemas 155/52 (spanische Militär Bezeichnung: OBUS 155/52) oder auch SBT 155/52 ist eine 155-mm-Haubitze, die von dem spanischen Rüstungsbetrieb Santa Bárbara Sistemas (SBS) entwickelt und hergestellt wurde. 

## Entwicklung
Die SBS 155/52 ist eine Weiterentwicklung der Santa Barbara SB 155/39. Der Entwurf entstammt der GC-45, welche von Gerald Bull entwickelt wurde. Die Fertigung und Montage erfolgte ab 2000 in den spanischen SBS-Werken La Vega und Trubia. Das Geschützrohr wurde von der deutschen Firma Rheinmetall hergestellt. Insgesamt wurden bis Ende 2009 98 Stück der SBS 155/52 gebaut und ausgeliefert.

## Technik
Ausgerüstet ist das Geschütz mit einem Hilfsmotor mit 78 kW zur Stromversorgung und zum kurzzeitigen Eigenantrieb mit einer maximalen Geschwindigkeit von 18 km/h. Weiter kann das Geschütz mit einer Messanlage für die Mündungsgeschwindigkeit, einer Wetterstation sowie einer Feuerleitanlage mit Radar ausgerüstet werden.
Mit der Ladeautomatik können innerhalb von 15–18 Sekunden drei Schuss abgefeuerte werden. Danach können innerhalb einer Minute 10 Schuss abgefeuert werden. Für andauerndes feuern muss die Schussfolge, infolge der thermischen Beanspruchung des Geschützrohres, auf zwei bis drei Schuss pro Minute reduziert werden.
Die SB 155/52 verwendet getrennt geladene Munition mit variablen Treibladungsbeuteln (Zonenladungen). Das heißt, das Geschoss und die Treibladung werden nacheinander geladen. Mit dem M107-Standardgeschoss wird eine Schussdistanz von 18 bis 24,7 km erzielt. Mit Extended-Range-Full-Bore-Geschossen (ERFB) beträgt die maximale Schussdistanz 31,7 km. Mit reichweitegesteigerten ERFB-BB-Geschossen (mit Base-Bleed) liegt die maximale Schussdistanz bei rund 41 km.

## Verbreitung
Spanien
- Ejército de Tierra,

SBS 155/52 APU-SIAC (64 Stück)
SBS 155/52 APU (V07) (19 Stück)
 Kolumbien
- Ejército Nacional de Colombia

SBS 155/52 APU-SBT (15 Stück)